# 김강산 (축구 선수)
김강산(金江山, 1998년 9월 15일 ~ )는 대한민국의 축구 선수로, 포지션은 센터백, 수비형 미드필더, 오른쪽 풀백이며, 대구 FC 소속으로 현재 김천 상무로 군 복무 중이다.

## 클럽 경력
대구대학교 출신으로, U리그 2017 10권역에서 준우승을 차지하는 데에 기여하였다. 2019년에는 한국대학축구연맹 주관 태백국제대회 대학선발팀 한국B팀에 선발되어 대회 3위를 기록하였다.
K리그2 2020 시즌을 앞두고 부천 FC 1995와 프로 계약을 체결하였다. 김강산은 프로 첫 시즌부터 백쓰리를 사용하는 부천의 우측 센터백자리의 주전 자리를 꿰찼으며 리그 20경기에 출전했다. 2021 시즌에서도 18경기 출전을 기록했다.